# Mystacoleucus argenteus
Mystacoleucus argenteus är en fiskart som först beskrevs av Day, 1888.  Mystacoleucus argenteus ingår i släktet Mystacoleucus och familjen karpfiskar. IUCN kategoriserar arten globalt som livskraftig. Inga underarter finns listade i Catalogue of Life.